# Chapelle-des-Bois
Chapelle-des-Bois is een gemeente in het uiterste zuiden van het Franse departement Doubs (regio Bourgogne-Franche-Comté) en telt 255 inwoners (2019). De plaats maakt deel uit van het arrondissement Pontarlier. 
In het verleden telde het dorp veel smokkelaars (van onder andere tabak en zout).

## Geografie
De oppervlakte van Chapelle-des-Bois bedraagt 40,4 km², de bevolkingsdichtheid is 6 inwoners per km². De gemeente grenst in het oosten aan Zwitserland.

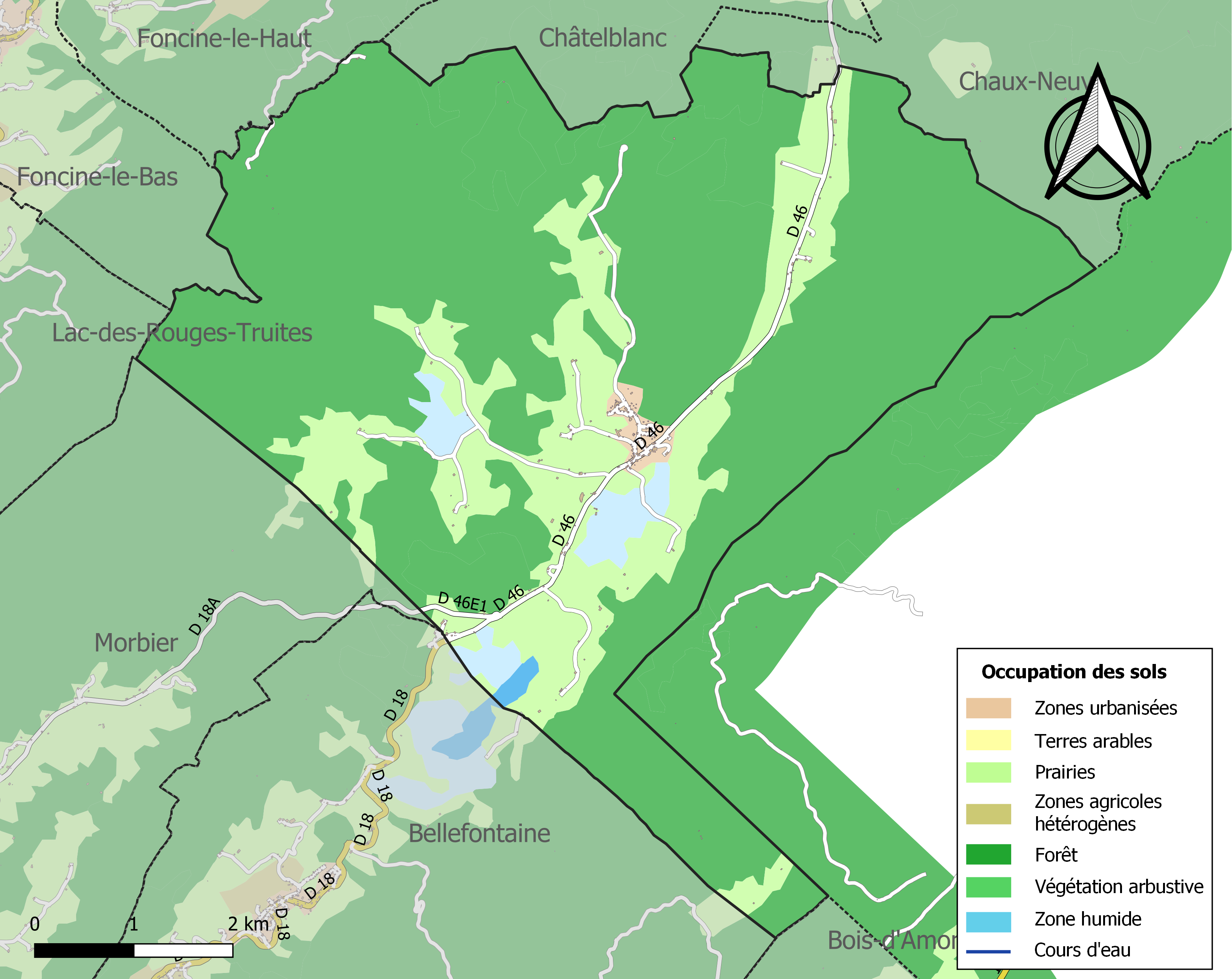
Kaart van de gemeente met de belangrijkste infrastructuur, bodemgebruik en omliggende gemeenten

## Demografie
Onderstaande figuur toont het verloop van het inwonertal (bron: INSEE-tellingen).